# Buddenbrookovi
Buddenbrookovi. Propadanje jedne obitelji (njem. Buddenbrooks. Verfall einer Familie) prvi je roman njemačkog književnika Thomasa Manna, objavljen 1901. godine. 
U romanu je na temelju sudbine sjevernonjemačke obitelji bogatih trgovaca prikazan razvoj i njemačkog i europskog buržoaskog društva u 19. stoljeću. Roman je s vremenom doživio ogroman uspjeh tako da je Thomas Mann za taj roman 1929. godine dobio i Nobelovu nagradu za književnost. 
Radnja romana je smještena u njemački grad Lübeck (iako se samo ime grada u tekstu izričito ne spominje), Mannov rodni grad, a prati postepenu propast obitelji Buddenbrook kroz četiri generacije.